# Џон Тејлор Гато
Џон Тејлор Гато (енгл. John Taylor Gatto; Мононгахила, 15. децембар 1935) је амерички писац, чувен по томе што је трипут добио награду Учитељ године града Њујорка и по залагању за укидање школа..

## Биографија
Гато је рођен 1935 у малом градићу у држави Пенсилванија, САД. Студирао је на више универзитета, укључујући Корнел, Универзитет у Питсбургу, Јејл и Универзитет Колумбија. Након завршетка школовања и служења војске, радио је на многим пословима, укључујући писање сценарија за филмове, дизајн накита и вожњу таксија, пре него што је постао учитељ.
Завршио је учитељску каријеру као Учитељ Године Државе Њујорк 1991. Крајем те године прогласио је прекид с учитељским послом на страницама Вол Стрит Журнала, тврдећи да неће више да повређује децу.
Гато се залаже за образовање код куће, и напуштање школе што је раније могуће у животу појединца.

## Главна теза
У својој књизи из 1992, Гато тврди да су главне функције школе следеће:
1. Ствара збуњеност код ученика
2. Учи прихватању класног и кастинског друштва
3. Чини ученике равнодушним према свему
4. Чини их емоционално зависним
5. Чини их интелектуално зависним
6. Учи их оној врсти уверености која тражи сталну потврду од стране експерата
7. Уверава их да је приватност бесмислена, јер су стално посматрани од стране вршњака и одраслих